# 노벨 평화상 수상자 목록
다음은 노벨 평화상을 수상한 사람과 단체 목록이다.
2014년부로, 노벨 평화상은 103명의 인물과 22개의 단체에 수여되었다. 그중에서 여성들은 15명이 받았다. 다중수상은 두 번 있었다 (국제 적십자 위원회가 단체 명의로 1917년, 1944년, 1963년에 총 세 번, 적십자 창설자인 장 앙리 뒤낭이 1901년에 수상하여 총 네 번 수상하였으며  유엔난민기구가 1954년과 1981년으로 총 두 번 수상했다). 수상을 하지 않은 해를 모두 더하면 총 19년이다.
다음은 1901년부터 현재까지의 노벨 평화상 역대 수상자 목록이다.

## 연대별 수상자

### 1900년대
| 연도   | 수상자 혹은 수상단체 | 수상자 혹은 수상단체              | 국가          | 수상 사유                                            |
| ------ | -------------------- | --------------------------------- | ------------- | ---------------------------------------------------- |
| 1901년 |                      | 장 앙리 뒤낭                      | 스위스        | 국제 적십자 위원회의 설립자이며 제네바 협약의 제안자 |
| 1901년 |                      | 프레데리크 파시                   | 프랑스        | 국제 평화 연맹의 설립자이며 총재                     |
| 1902년 |                      | 엘리 뒤코묑                       | 스위스        | 베른의 국제 평화국 명예 서기                         |
| 1902년 |                      | 샤를 알베르 고바                  | 스위스        | 베른의 국제 평화국 명예 서기                         |
| 1903년 |                      | 윌리엄 랜들 크리머                | 영국          | 국제중재연맹 서기                                    |
| 1904년 |                      | 국제법 학회                       | 벨기에        |                                                      |
| 1905년 |                      | 베르타 폰 주트너                  | 오스트리아    | 국제 평화국 명예 서기이며 작가                       |
| 1906년 |                      | 시어도어 루스벨트                 | 미국          | 미국의 대통령으로서 러일 전쟁 중재를 이끌어냄        |
| 1907년 |                      | 에르네스토 테오도로 모네타        | 이탈리아 왕국 | 롬바르디아 평화 중재 연맹 의장                       |
| 1907년 |                      | 루이 르노                         | 프랑스        | 국제법 교수                                          |
| 1908년 |                      | 클라스 폰투스 아르놀드손          | 스웨덴        | 스웨덴 평화중재연맹의 설립자                         |
| 1908년 |                      | 프레드리크 바예르                 | 덴마크        | 국제 평화국 명예 의장                                |
| 1909년 |                      | 오귀스트 마리 프랑수아 베르나르트 | 벨기에        | 상설중재재판소의 일원                                |
| 1909년 |                      | 폴앙리뱅자맹 데스투르넬 드 콩스탕 | 프랑스        | 식민지 정책에 대해 반대하였고 도덕적인 활동을 계속함 |

### 1910년대
| 연도   | 수상자 혹은 수상단체            | 수상자 혹은 수상단체            | 국가                            | 수상 사유 |
| ------ | ------------------------------- | ------------------------------- | ------------------------------- | --- |
| 1910년 |                                 | 국제 평화국                     | 스위스                          | 지구촌의 평화를 추진했고 평화를 위한 노력 |
| 1911년 |                                 | 토비아스 아서르                 | 네덜란드                        | 1899년에 열린 제1차 만국평화회의에서 상설중재재판소의 결성에 기여한 공로로 선정되어 1913년에는 사망 전까지 헤이그 국제법 아카데미의 설립을 도움 |
| 1911년 |                                 | 알프레트 헤르만 프리트          | 오스트리아                      | 독일 및 오스트리아 평화협회를 세운 공로 |
| 1912년 |                                 | 엘리후 루트                     | 미국                            | |
| 1913년 |                                 | 앙리 라퐁텐                     | 벨기에                          | 국제 평화국의 대표 |
| 1914년 | 제1차 세계 대전으로 시상식 보류 | 제1차 세계 대전으로 시상식 보류 | 제1차 세계 대전으로 시상식 보류 | 제1차 세계 대전으로 시상식 보류 |
| 1915년 | 제1차 세계 대전으로 시상식 보류 | 제1차 세계 대전으로 시상식 보류 | 제1차 세계 대전으로 시상식 보류 | 제1차 세계 대전으로 시상식 보류 |
| 1916년 | 제1차 세계 대전으로 시상식 보류 | 제1차 세계 대전으로 시상식 보류 | 제1차 세계 대전으로 시상식 보류 | 제1차 세계 대전으로 시상식 보류 |
| 1917년 |                                 | 국제 적십자 위원회              | 스위스                          | |
| 1918년 | 제1차 세계 대전으로 시상식 보류 | 제1차 세계 대전으로 시상식 보류 | 제1차 세계 대전으로 시상식 보류 | 제1차 세계 대전으로 시상식 보류 |
| 1919년 |                                 | 우드로 윌슨                     | 미국                            | 미국의 제28대 대통령으로 국제 연맹을 창설하는데 기여                                                                                            |

### 1920년대
| 연도   | 수상자 혹은 수상단체 | 수상자 혹은 수상단체          | 국가        | 수상 사유                                                  |
| ------ | -------------------- | ----------------------------- | ----------- | ---------------------------------------------------------- |
| 1920년 |                      | 레옹 빅토르 오귀스트 부르주아 | 프랑스      | 국제 연맹 대표                                             |
| 1921년 |                      | 알마르 브란팅                 | 스웨덴      | 스웨덴의 총리이며, 국제 연맹 평의회의 스웨덴 대표          |
| 1921년 |                      | 크리스티안 로우스 랑에        | 노르웨이    |                                                            |
| 1922년 |                      | 프리드쇼프 난센               | 노르웨이    | 노르웨이의 국제 연맹 대표로 난민들을 위한 난센 여권을 발행 |
| 1923년 | 수상자 없음          | 수상자 없음                   | 수상자 없음 | 수상자 없음                                                |
| 1924년 | 수상자 없음          | 수상자 없음                   | 수상자 없음 | 수상자 없음                                                |
| 1925년 |                      | 오스틴 체임벌린               | 영국        | 로카르노 조약의 주역                                       |
| 1925년 |                      | 찰스 G. 도스                  | 미국        |                                                            |
| 1926년 |                      | 아리스티드 브리앙             | 프랑스      | 로카르노 조약의 주역                                       |
| 1926년 |                      | 구스타프 슈트레제만           | 독일        | 로카르노 조약의 주역                                       |
| 1927년 |                      | 페르디낭 뷔송                 | 프랑스      |                                                            |
| 1927년 |                      | 루트비히 크비데               | 독일        | 로카르노 조약                                              |
| 1928년 | 수상자 없음          | 수상자 없음                   | 수상자 없음 | 수상자 없음                                                |
| 1929년 |                      | 프랭크 빌링스 켈로그          | 미국        |                                                            |

### 1930년대
| 연도   | 수상자 혹은 수상단체            | 수상자 혹은 수상단체            | 국가                            | 수상 사유                       |
| ------ | ------------------------------- | ------------------------------- | ------------------------------- | ------------------------------- |
| 1930년 |                                 | 나탄 셰데르블롬                 | 스웨덴                          |                                 |
| 1931년 |                                 | 제인 애덤스                     | 미국                            |                                 |
| 1931년 |                                 | 니콜라스 머리 버틀러            | 미국                            |                                 |
| 1932년 | 수상자 없음                     | 수상자 없음                     | 수상자 없음                     | 수상자 없음                     |
| 1933년 |                                 | 노먼 에인절                     | 영국                            |                                 |
| 1934년 |                                 | 아서 헨더슨                     | 영국                            |                                 |
| 1935년 |                                 | 카를 폰 오시에츠키              | 나치 독일                       |                                 |
| 1936년 |                                 | 카를로스 사베드라 라마스        | 아르헨티나                      |                                 |
| 1937년 |                                 | 로버트 세실                     | 영국                            |                                 |
| 1938년 |                                 | 난센 국제 난민 사무소           | 스위스                          |                                 |
| 1939년 | 제2차 세계 대전으로 시상식 보류 | 제2차 세계 대전으로 시상식 보류 | 제2차 세계 대전으로 시상식 보류 | 제2차 세계 대전으로 시상식 보류 |

### 1940년대
| 연도   | 수상자 혹은 수상단체                                                         | 수상자 혹은 수상단체                                                         | 국가                                                                         | 수상 사유                                                                    |
| ------ | ---------------------------------------------------------------------------- | ---------------------------------------------------------------------------- | ---------------------------------------------------------------------------- | ---------------------------------------------------------------------------- |
| 1940년 | 제2차 세계 대전으로 시상식 보류                                              | 제2차 세계 대전으로 시상식 보류                                              | 제2차 세계 대전으로 시상식 보류                                              | 제2차 세계 대전으로 시상식 보류                                              |
| 1941년 | 제2차 세계 대전으로 시상식 보류                                              | 제2차 세계 대전으로 시상식 보류                                              | 제2차 세계 대전으로 시상식 보류                                              | 제2차 세계 대전으로 시상식 보류                                              |
| 1942년 | 제2차 세계 대전으로 시상식 보류                                              | 제2차 세계 대전으로 시상식 보류                                              | 제2차 세계 대전으로 시상식 보류                                              | 제2차 세계 대전으로 시상식 보류                                              |
| 1943년 | 제2차 세계 대전으로 시상식 보류                                              | 제2차 세계 대전으로 시상식 보류                                              | 제2차 세계 대전으로 시상식 보류                                              | 제2차 세계 대전으로 시상식 보류                                              |
| 1944년 |                                                                              | 국제 적십자 위원회                                                           | 스위스                                                                       | (1945년에 소급하여 수상함)                                                   |
| 1945년 |                                                                              | 코델 헐                                                                      | 미국                                                                         | 유엔 창설에 기여                                                             |
| 1946년 |                                                                              | 에밀리 그린 볼치                                                             | 미국                                                                         |                                                                              |
| 1946년 |                                                                              | 존 롤리 모트                                                                 | 미국                                                                         | YMCA 회장                                                                    |
| 1947년 |                                                                              | 영국 퀘이커 봉사 협회                                                        | 영국                                                                         |                                                                              |
| 1947년 | 미국 퀘이커 봉사 위원회                                                      | 미국                                                                         |                                                                              |                                                                              |
| 1948년 | 마하트마 간디가 수상 후보였으나 암살당하는 바람에 그 해 시상식은 취소되었다. | 마하트마 간디가 수상 후보였으나 암살당하는 바람에 그 해 시상식은 취소되었다. | 마하트마 간디가 수상 후보였으나 암살당하는 바람에 그 해 시상식은 취소되었다. | 마하트마 간디가 수상 후보였으나 암살당하는 바람에 그 해 시상식은 취소되었다. |
| 1949년 |                                                                              | 존 보이드 오어                                                               | 영국                                                                         |                                                                              |

### 1950년대
| 연도   | 수상자 혹은 수상단체 | 수상자 혹은 수상단체 | 국가        | 수상 사유                                             |
| ------ | -------------------- | -------------------- | ----------- | ----------------------------------------------------- |
| 1950년 |                      | 랠프 번치            | 미국        | 팔레스타인의 평화 노력. 아랍-이스라엘 휴전협상에 기여 |
| 1951년 |                      | 레옹 주오            | 프랑스      | 국제노동기구 창설에 기여                              |
| 1952년 |                      | 알베르트 슈바이처    | 프랑스      | '인류의 형제애'를 위한 노력                           |
| 1953년 |                      | 조지 마셜            | 미국        | 미국의 국무장관, 유럽 부흥 계획 주창                  |
| 1954년 |                      | 유엔난민기구         | 스위스      | 난민들에 대한 정지적 법적 보호                        |
| 1955년 | 수상자 없음          | 수상자 없음          | 수상자 없음 | 수상자 없음                                           |
| 1956년 | 수상자 없음          | 수상자 없음          | 수상자 없음 | 수상자 없음                                           |
| 1957년 |                      | 레스터 볼스 피어슨   | 캐나다      | 유엔 고등판무관, 1956년 수에즈 위기 해결              |
| 1958년 |                      | 도미니크 피르        | 벨기에      | 제2차 세계 대전 후 유럽 피난민들의 구호사업을 전개    |
| 1959년 |                      | 필립 노엘베이커      | 영국        | 다자간 국비축소를 위해 활동                           |

### 1960년대
| 연도   | 수상자 혹은 수상단체        | 수상자 혹은 수상단체 | 국가              | 수상 사유                                                |
| ------ | --------------------------- | -------------------- | ----------------- | -------------------------------------------------------- |
| 1960년 |                             | 앨버트 루툴리        | 남아프리카 공화국 | 아프리카 민족회의 의장. 인종차별정책에 대한 비폭력 저항  |
| 1961년 |                             | 다그 함마르셸드      | 스웨덴            | 유엔 사무총장                                            |
| 1962년 |                             | 라이너스 칼 폴링     | 미국              | 핵무기 실험을 반대하는 운동 전개(노벨 화학상 수상자)     |
| 1963년 |                             | 국제 적십자 위원회   | 스위스            | 전쟁 및 재해에서 인간을 보호하고 구제하기 위한 활동 전개 |
| 1963년 | 국제 적십자사·적신월사 연맹 |                      | 스위스            | 전쟁 및 재해에서 인간을 보호하고 구제하기 위한 활동 전개 |
| 1964년 |                             | 마틴 루서 킹 주니어  | 미국              | 미국 시민권 운동(인권운동) 주도                          |
| 1965년 |                             | 유니세프             | 유엔              | 아동들의 생활개선에 기여                                 |
| 1966년 | 수상자 없음                 | 수상자 없음          | 수상자 없음       | 수상자 없음                                              |
| 1967년 | 수상자 없음                 | 수상자 없음          | 수상자 없음       | 수상자 없음                                              |
| 1968년 |                             | 르네 카생            | 프랑스            | 유엔 인권선언의 기초                                     |
| 1969년 |                             | 국제 노동 기구       | 유엔              | 노동조건과 생활수준 개선을 위한 노력                     |

### 1970년대
| 연도   | 수상자 혹은 수상단체 | 수상자 혹은 수상단체   | 국가              | 수상 사유                                                                                       |
| ------ | -------------------- | ---------------------- | ----------------- | ----------------------------------------------------------------------------------------------- |
| 1970년 |                      | 노먼 볼로그            | 미국              | 녹색 혁명의 기초를 만들고 식량증산을 늘린 공로                                                  |
| 1971년 |                      | 빌리 브란트            | 독일              | 독일민주공화국과 동유럽에 대한 새로운 태도를 취하는 서독의 정책인 '동방 정책'을 전개            |
| 1972년 | 수상자 없음          | 수상자 없음            | 수상자 없음       | 수상자 없음                                                                                     |
| 1973년 |                      | 헨리 키신저            | 미국              | 파리 평화 협정 (베트남 평화 회담)                                                               |
| 1973년 |                      | 레득토 (수상 거부)     | 베트남 민주공화국 | 파리 평화 협정 (베트남 평화 회담)                                                               |
| 1974년 |                      | 숀 맥브라이드          | 아일랜드          | 인권 신장을 위한 노력                                                                           |
| 1974년 |                      | 사토 에이사쿠          | 일본              | "비핵 3원칙"을 제창한 공로                                                                      |
| 1975년 |                      | 안드레이 사하로프      | 소련              | 인권, 시민자유, 개혁, 비공산국가와의 화해 등을 위한 운동 전개                                   |
| 1976년 |                      | 베티 윌리엄스          | 영국              | 가톨릭-개신교의 평화운동단체인 피스 피플 공동체 창설. 북아일랜드 평화 운동을 주도한 공로로 선정 |
| 1976년 | 메어리드 코리건      |                        | 영국              | 가톨릭-개신교의 평화운동단체인 피스 피플 공동체 창설. 북아일랜드 평화 운동을 주도한 공로로 선정 |
| 1977년 |                      | 국제앰네스티           | 영국              | 인권침해 고발, 고문 금지 운동 등 반체제 인사들의 구제를 위한 노력을 전개함                      |
| 1978년 |                      | 무하마드 안와르 사다트 | 이집트            | 이집트와 이스라엘의 평화 정착을 위해 노력                                                       |
| 1978년 |                      | 메나헴 베긴            | 이스라엘          | 이집트와 이스라엘의 평화 정착을 위해 노력                                                       |
| 1979년 |                      | 테레사 수녀            | 인도              | 인도의 가난한 사람들에 대한 사회 봉사에 노력을 아끼지 않은 공로를 인정                          |

### 1980년대
| 연도   | 수상자 혹은 수상단체 | 수상자 혹은 수상단체            | 국가              | 수상 사유 |
| ------ | -------------------- | ------------------------------- | ----------------- | --- |
| 1980년 |                      | 아돌포 페레스 에스키벨          | 아르헨티나        | 라틴 아메리카 인권 향상을 위해 노력을 아끼지 않은 공로를 인정                                                                                     |
| 1981년 |                      | 유엔난민기구                    | 유엔              | 난민들의 이주와 정착 및 처우 개선에 이바지한 공로를 인정                                                                                          |
| 1982년 |                      | 알바 뮈르달                     | 스웨덴            | 군축에 이바지한 공로를 인정 |
| 1982년 |                      | 알폰소 가르시아 로블레스        | 멕시코            | 군축에 이바지한 공로를 인정 |
| 1983년 |                      | 레흐 바웬사                     | 폴란드            | 솔리다르노시치(자유연대노조)의 설립자이자, 인권향상을 위한 운동가. 폴란드에서 공산 정권 붕괴 이후 첫 대통령을 역임                                |
| 1984년 |                      | 데즈먼드 투투                   | 남아프리카 공화국 | 남아프리카공화국의 아파르트헤이트(인종차별정책)에 대한 항거에 헌신                                                                                |
| 1985년 |                      | 핵전쟁 방지 국제 의사회 (IPPNW) | 미국              | 반핵 운동에 헌신 |
| 1986년 |                      | 엘리 위젤                       | 미국              | 홀로코스트 생존자이자 작가 |
| 1987년 |                      | 오스카르 아리아스 산체스        | 코스타리카        | 중앙 아메리카에서의 평화 중재 노력. 니카라과와 엘살바도르 사이의 내전을 중재한 공로를 인정                                                        |
| 1988년 |                      | 유엔 평화유지군                 | 유엔              | 1956년 이래 수많은 국제적 분쟁 해결 및 평화정착을 위해 노력을 아끼지 않은 공로를 인정. 수상 이후 현재까지 736명이 평화 유지 활동 중에 목숨을 잃음 |
| 1989년 |                      | 제14대 달라이 라마              | 티베트            | 티베트 독립운동에 기여한 공로를 인정 |

### 1990년대
| 연도   | 수상자 혹은 수상단체        | 수상자 혹은 수상단체          | 국가              | 수상 사유 |
| ------ | --------------------------- | ----------------------------- | ----------------- | --- |
| 1990년 |                             | 미하일 고르바초프             | 소련              | 소련의 대통령, 냉전 종식 및 국제 사회의 평화 진착을 주도한 공로를 인정                                                                    |
| 1991년 |                             | 아웅산수찌                    | 미얀마            | 미얀마의 인권과 민주주의를 위한 비폭력 투쟁에 헌신한 공로를 인정                                                                          |
| 1992년 |                             | 리고베르타 멘추               | 과테말라          | 과테말라 토착민들의 인권과 권리향상을 위하여 노력을 아끼지 않은 공로를 인정                                                               |
| 1993년 |                             | 넬슨 만델라                   | 남아프리카 공화국 | 각각 남아프리카 공화국의 대통령을 역임하면서 남아프리카 공화국의 인종 차별을 종식시키고 민주화 정착을 위해 노력을 아끼지 않은 공로를 인정 |
| 1993년 | 프레데리크 빌렘 데 클레르크 |                               | 남아프리카 공화국 | 각각 남아프리카 공화국의 대통령을 역임하면서 남아프리카 공화국의 인종 차별을 종식시키고 민주화 정착을 위해 노력을 아끼지 않은 공로를 인정 |
| 1994년 |                             | 야세르 아라파트               | 팔레스타인        | 중동 평화를 위해 노력을 아끼지 않은 공로를 인정                                                                                           |
| 1994년 |                             | 이츠하크 라빈                 | 이스라엘          | 중동 평화를 위해 노력을 아끼지 않은 공로를 인정                                                                                           |
| 1994년 | 시몬 페레스                 |                               | 이스라엘          | 중동 평화를 위해 노력을 아끼지 않은 공로를 인정                                                                                           |
| 1995년 |                             | 조지프 로트블랫               | 영국              | 국제 사회에서 핵무기 사용을 줄이고, 장기적으로는 핵 폐기를 위해 노력을 아끼지 않은 공로를 인정                                            |
| 1995년 |                             | 퍼그워시 회의                 | 캐나다            | 국제 사회에서 핵무기 사용을 줄이고, 장기적으로는 핵 폐기를 위해 노력을 아끼지 않은 공로를 인정                                            |
| 1996년 |                             | 카를루스 필리프 시메느스 벨루 | 동티모르          | 동티모르 분쟁을 공평하고 평화적인 방법으로 해결하기 위해 노력을 아끼지 않은 공로를 인정                                                   |
| 1996년 | 주제 라모스 오르타          |                               | 동티모르          | 동티모르 분쟁을 공평하고 평화적인 방법으로 해결하기 위해 노력을 아끼지 않은 공로를 인정                                                   |
| 1997년 |                             | 지뢰 금지 국제 운동           | 스위스            | 대인 지뢰 금지 및 제거를 위해 노력을 아끼지 않은 공로를 인정                                                                              |
| 1997년 |                             | 조디 윌리엄스                 | 미국              | 대인 지뢰 금지 및 제거를 위해 노력을 아끼지 않은 공로를 인정                                                                              |
| 1998년 |                             | 존 흄                         | 아일랜드          | 북아일랜드 분쟁에 대한 평화적 해결책을 모색하기 위해 노력을 아끼지 않은 공로를 인정                                                       |
| 1998년 |                             | 데이비드 트림블               | 영국              | 북아일랜드 분쟁에 대한 평화적 해결책을 모색하기 위해 노력을 아끼지 않은 공로를 인정                                                       |
| 1999년 |                             | 국경없는의사회                | 스위스            | 여러 대륙에 걸친 선구자적인 인도주의적 업적을 쌓은 공로를 인정                                                                            |

### 2000년대
| 연도   | 수상자 혹은 수상단체 | 수상자 혹은 수상단체               | 국가       | 수상 사유 |
| ------ | -------------------- | ---------------------------------- | ---------- | --- |
| 2000년 |                      | 김대중                             | 대한민국   | 대한민국과 동아시아에서 민주주의와 인권을 위한 노력을 아끼지 않은 공로를 인정 |
| 2001년 |                      | 유엔                               | 유엔       | 좀 더 조직적이고 평화로운 세상을 위해 노력을 아끼지 않은 공로를 인정 |
| 2001년 |                      | 코피 아난                          | 가나       | 좀 더 조직적이고 평화로운 세상을 위해 노력을 아끼지 않은 공로를 인정 |
| 2002년 |                      | 지미 카터                          | 미국       | 지난 수십 년 동안 민주주의와 인권 향상, 사회적 발전의 신장을 위해 국제 분쟁을 해결하기 위한 끊임없는 노력을 아끼지 않은 공로를 인정                                              |
| 2003년 |                      | 시린 에바디                        | 이란       | 민주주의와 인권을 위해 노력했으며 특히 여성과 아동의 권리 신장에 많은 노력을 기울인 공로를 인정                                                                                  |
| 2004년 |                      | 왕가리 마타이                      | 케냐       | 지속 가능한 개발과 민주주의 및 평화에 헌신 공헌한 공로를 인정 |
| 2005년 |                      | 국제 원자력 기구                   | 유엔       | 원자력 에너지가 군사적 목적으로 이용되는 것을 방지하고 원자력 에너지의 평화적 이용이 가장 안전한 방법으로 이루어질 수 있도록 노력을 아끼지 않은 공로를 인정                      |
| 2005년 |                      | 무함마드 엘바라데이                | 이집트     | 원자력 에너지가 군사적 목적으로 이용되는 것을 방지하고 원자력 에너지의 평화적 이용이 가장 안전한 방법으로 이루어질 수 있도록 노력을 아끼지 않은 공로를 인정                      |
| 2006년 |                      | 무함마드 유누스                    | 방글라데시 | 선구적인 소액대출(마이크로크레딧)을 통해 극빈층과 특히 여성의 경제적, 사회적 기회를 확대한 공로를 인정                                                                           |
| 2006년 | 그라민 은행          |                                    | 방글라데시 | 선구적인 소액대출(마이크로크레딧)을 통해 극빈층과 특히 여성의 경제적, 사회적 기회를 확대한 공로를 인정                                                                           |
| 2007년 |                      | 앨 고어                            | 미국       | 인간이 야기한 기후 변화에 관한 위대한 지식을 개발하고 이를 널리 알림으로써 기후 변화 문제의 해결을 위한 조치들을 마련할 수 있도록 초석을 다지는데 노력을 아끼지 않은 공로를 인정 |
| 2007년 |                      | 기후 변화에 관한 정부간 패널(IPCC) | 유엔       | 인간이 야기한 기후 변화에 관한 위대한 지식을 개발하고 이를 널리 알림으로써 기후 변화 문제의 해결을 위한 조치들을 마련할 수 있도록 초석을 다지는데 노력을 아끼지 않은 공로를 인정 |
| 2008년 |                      | 마르티 아티사리                    | 핀란드     | 인도네시아와 아체 반군의 분쟁 해결 노력을 아끼지 않은 공로를 인정 |
| 2009년 |                      | 버락 오바마                        | 미국       | 국제 외교와 인류의 협력 강화를 위해 노력을 아끼지 않은 공로를 인정 |

### 2010년대
| 연도   | 수상자 혹은 단체 | 수상자 혹은 단체            | 국가             | 수상 사유 |
| ------ | ---------------- | --------------------------- | ---------------- | --- |
| 2010년 |                  | 류샤오보                    | 중화인민공화국   | 중국의 인권 신장을 위한 오랜 투쟁에 관한 공로를 인정                                                                                           |
| 2011년 |                  | 엘런 존슨설리프             | 라이베리아       | 여성의 안전과 인권을 위해 비폭력적 투쟁에 관한 공로를 인정                                                                                     |
| 2011년 | 리마 보위        |                             | 라이베리아       | 여성의 안전과 인권을 위해 비폭력적 투쟁에 관한 공로를 인정                                                                                     |
| 2011년 |                  | 타우왁쿨 카르만             | 예멘             | 여성의 안전과 인권을 위해 비폭력적 투쟁에 관한 공로를 인정                                                                                     |
| 2012년 |                  | 유럽 연합                   | 유럽 연합        | 유럽의 평화, 화해, 민주주의, 인권 신장에 기여한 공로를 인정                                                                                    |
| 2013년 |                  | 화학 무기 금지 기구         | 네덜란드         | 화학 무기를 제거하는 데 광범위하게 노력한 공로를 인정                                                                                          |
| 2014년 |                  | 카일라시 사티아르티         | 인도             | 아동의 인권 신장과 교육의 기회를 늘리기 위해 헌신한 공로를 인정                                                                                |
| 2014년 |                  | 말랄라 유사프자이           | 파키스탄         | 아동의 인권 신장과 교육의 기회를 늘리기 위해 헌신한 공로를 인정                                                                                |
| 2015년 |                  | 튀니지 국민 4자 대화 기구   | 튀니지           | 2011년 재스민 혁명 이후 튀니지의 다원적인 민주주의 구축에 결정적인 공헌                                                                        |
| 2016년 |                  | 후안 마누엘 산토스          | 콜롬비아         | 콜롬비아 내전을 종식할 평화협정을 이끈 공로를 인정                                                                                             |
| 2017년 |                  | 핵무기 폐기 국제 운동(ICAN) | 스위스           | 핵무기 사용으로 인한 재앙적 인도주의 상황에 대해 관심을 환기시키고, 조약에 근거한 핵무기 금지를 달성하기 위한 획기적인 노력에 대한 공로를 인정 |
| 2018년 |                  | 드니 무퀘게                 | 콩고 민주 공화국 | 전쟁과 무력 분쟁에서 발생하는 성폭력의 근절을 이끈 공로를 인정                                                                                 |
| 2018년 |                  | 나디아 무라드               | 이라크           | 전쟁과 무력 분쟁에서 발생하는 성폭력의 근절을 이끈 공로를 인정                                                                                 |
| 2019년 |                  | 아비 아머드                 | 에티오피아       | 평화와 국제협력을 위한 노력, 특히 이웃국가 에리트레아와의 국경 분쟁을 해결하기 위한 솔선적인 공로를 인정                                       |

### 2020년대
| 연도   | 수상자 혹은 단체 | 수상자 혹은 단체           | 국가       | 수상 사유 |
| ------ | ---------------- | -------------------------- | ---------- | --- |
| 2020년 |                  | 세계 식량 계획             | 유엔       | 기아를 없애기 위해 노력했고 분쟁 지역의 상황을 개선하는데 기여한 공로를 인정                                            |
| 2021년 |                  | 마리아 레사                | 필리핀     | 민주주의와 항구적인 평화를 위한 전제 조건인 표현의 자유를 지키기 위한 노력                                              |
| 2021년 |                  | 드미트리 무라토프          | 러시아     | 민주주의와 항구적인 평화를 위한 전제 조건인 표현의 자유를 지키기 위한 노력                                              |
| 2022년 |                  | 알레스 뱔랴츠키            | 벨라루스   | 권력을 비판하고 시민들의 기본권을 보호할 권리를 증진해 왔으며 전쟁범죄, 인권침해, 권력 남용을 기록하는 데에 현저한 노력 |
| 2022년 |                  | 메모리알                   | 러시아     | 권력을 비판하고 시민들의 기본권을 보호할 권리를 증진해 왔으며 전쟁범죄, 인권침해, 권력 남용을 기록하는 데에 현저한 노력 |
| 2022년 |                  | 시민자유센터               | 우크라이나 | 권력을 비판하고 시민들의 기본권을 보호할 권리를 증진해 왔으며 전쟁범죄, 인권침해, 권력 남용을 기록하는 데에 현저한 노력 |
| 2023년 |                  | 나르게스 모하마디          | 이란       | 이란의 여성 억압에 맞서 싸우고 모든 사람의 인권과 자유를 증진하기 위한 노력                                             |
| 2024년 |                  | 일본원수폭피해자단체협의회 | 일본       | 핵무기 없는 세상을 이루기 위한 노력과 핵무기가 다시 사용해선 안 된다는 피폭자들의 증언을 보여준 노력                    |

## 같이 보기
- 노벨상 수상자 목록